# Jay Wade Edwards
Jay Wade Edwards (Lakeland, 12 settembre 1968) è un regista e editore statunitense.

## Biografia
Jay Wade Edwards nacque il 12 settembre 1968 a Lakeland, in Florida, e crebbe a Bradenton, sempre in Florida. In seguito al diploma di scuola superiore decise di trasferirsi ad Auburn, in Alabama, frequentando l'Università di Auburn dal 1986 e specializzandosi inizialmente in pubbliche relazioni. Fu ispirato dal seguire un corso di montaggio e cambiò la sua specializzazione in comunicazioni di massa, laureandosi nel 1991.
Dopo essersi laureato si trasferì ad Atlanta, in Georgia, dove iniziò a lavorare per la casa di post-produzione Magick Lantern come operatore ai nastri e assistente al montaggio, prima di diventare manager. Qui iniziò ad apprendere il software di montaggio non-lineare Avid Technology che in seguito divenne lo standard nella post-produzione televisiva. Nel 1995 fu assunto da Turner Studios come montatore e manager dei loro prodotti Avid e lavorò per la serie animata Space Ghost Coast to Coast, dove conobbe i suoi futuri colleghi e sceneggiatori Matt Maiellaro e Dave Willis che lo introdussero nel 2000 nella produzione dell'episodio pilota di Aqua Teen Hunger Force, diventando un freelance e lavorando come montatore e produttore durante la serie fino alla sua cancellazione nel 2015.
Ha deciso successivamente di trasferirsi a Los Angeles, in California, continuando a montare e produrre programmi per Disney e Netflix e lavorando a distanza per Adult Swim.
È sposato con sua moglie Shana.

### Carriera
Dopo essersi laureato, Edwards si trasferì ad Atlanta, in Georgia, dove lavorò come manager e assistente montatore per la casa di produzione Magick Lantern dal 1991 al 1995. Durante quest'ultimo anno fu assunto come montatore senior da Turner Studios, per la quale ha realizzato montaggi, numerosi spot promozionali, packaging di rete e interstiziali per Cartoon Network, TNT, TBS, TCM e CNN, oltre ad aver lavorato come montatore off-line per Space Ghost Coast to Coast e The Moxy Show.
In seguito scrisse, diresse e montò tre cortometraggi di fantascienza: Mountain of Terror Day of Dread, Project: Tiki Puka Puka e Esta Noche We Ride!, noti collettivamente come The Monster Trilogy. The Monster Trilogy fu presentato ai festival cinematografici di Liverpool, in Inghilterra, Ontario, in Canada, e Austin, in Texas. Edwards supervisionò la promozione del film, il quale ricevette recensioni positive.
Edwards coprodusse e montò Y'all Come! The Hell Hole Swamp Festival, un documentario del 2002 girato a Jamestown, in Carolina del Sud, nella sede dell'annuale Hell Hole Swamp Festival. Il film fu proiettato in dieci festival cinematografici, tra cui The Rural Route Film Festival a New York, il Maryland Film Festival e Detroit Docs, ricevendo due premi.
Stomp! Shout! Scream!, primo lungometraggio di Edwards come sceneggiatore/regista, fu presentato all'Austin Film Festival nell'ottobre 2005 ed ebbe buone recensioni. Il film fu proiettato in più di venti festival cinematografici. I premi includono il miglior lungometraggio al Toofy Film Festival e al Magnolia Independent Film Festival, e le nomination per la migliore fotografia e il miglior scenografo al B-movie Film Festival.
Editore televisivo e cinematografico professionista dal 1991, Edwards è il redattore senior e produttore della serie animata Aqua Teen Hunger Force di Adult Swim su Cartoon Network e del lungometraggio Aqua Teen Hunger Force Colon Movie Film for Theaters. I crediti televisivi di Edwards comprendono anche documentari per CNN e TBS, la serie animata Space Ghost Coast to Coast di Cartoon Network e numerose campagne promozionali. Il suo show televisivo preferito è Night Flight.

## Premi e riconoscimenti

### Genre Celebration Festival
- 2018 - Nomination come miglior cortometraggio western per The Condemned - L'isola della morte

### Magnolia Independent Film Festival
- 2007 - Nomination come miglior caratteristica per Stomp! Shout! Scream!

### Dahlonega International Film Festival
- 2002 - Miglior cortometraggio documentario per Y'all Come! The Hell Hole Swamp Festival

### MicroCineFest
- 1999 - Nomination come miglior cortometraggio per Project: Tiki Puka Puka